# Canneseries
 (avril 2022).
Canneseries (parfois stylisé CANNESERIES) est un festival annuel de séries télévisées se déroulant à Cannes en France. Le festival, gratuit et ouvert au public, a été fondé en 2018 et dure six jours.

## Historique
Lors de son élection en 2014, le Maire de Cannes, David Lisnard, porte le projet d'un grand festival international des séries télévisées[source secondaire souhaitée].
La ville de Cannes répond en 2017 à l'appel à projet lancé par le CNC Festival International de Séries. En mars, le CNC annonce que le projet n'est pas retenu et qu'il soutient à la place avec le gouvernement le projet lillois de Séries Mania.
La création de ce festival est cependant décidée par la Mairie de Cannes, qui prend le nom de CANNESERIES. Canal Plus devient Partenaire Officiel du festival. Fleur Pellerin accepte d'en être la présidente en mars 2017 et Benoît Louvet est nommé directeur général en avril 2017.
La première édition du festival CANNESERIES a lieu en avril 2018, concomitamment au Marché international des programmes de télévision (MIPTV).
Cette première édition se dote d'un budget situé entre 3 et 3,5 millions d'euros, financé majoritairement par les collectivités locales (ville de Cannes, département des Alpes-Maritimes et région PACA). Pour cette édition, un peu plus d'une dizaine de projections est programmée, et le nombre de visiteurs est estimé à environ 20 000, bien que l'organisation n'ait pas souhaité communiquer officiellement cette donnée.
2024 marque la dernière année du MIPTV à Cannes, celui-ci déménageant pour Londres.

## Première saison (2018)
La première saison du festival CANNESERIES a eu lieu du 4 avril 2018 au 11 avril 2018, concomitamment au MIPTV.
Le maître de cérémonie de clôture est le comédien et humoriste Kyan Khojandi[réf. souhaitée].

### Membres du jury

#### Compétition
- Harlan Coben (Président du jury) : écrivain et créateur de séries ( États-Unis)
- Paula Beer : actrice ( Allemagne)
- Audrey Fouché : scénariste et réalisatrice ( France)
- Melisa Sözen : actrice ( Turquie)
- Cristobal Tapia de Veer : compositeur ( Chili,  Canada)
- Michael Kenneth Williams : acteur ( États-Unis)

#### Compétition Séries Courtes
- Adi Shankar (Président du Jury) : créateur, réalisateur, producteur, scénariste & acteur ( Inde,  États-Unis)
- Jessica Barden : actrice ( Royaume-Uni)
- Ed Solomon : scénariste, producteur & réalisateur ( États-Unis)

### Séries en compétition

#### Séries longues
| Nom de la série        | Créateur                                                      | Distribution | Pays         |
| ---------------------- | ------------------------------------------------------------- | --- | ------------ |
| Aqui en la Tierra      | Gael Garcia Bernal, Kyzza Terrazas & Jorge Dorantes           | Tenoch Huerta Mejía, Alfonso Dosal, Daniel Giménez Cacho, Ariadna Gil, Paulina Dávila, Yoshira Escárrega Gael García Bernal, Luis Gnecco | Mexique      |
| Cacciatore: The Hunter | Marcello Izzo, Silvia Ebreul, Alfonso Sabella                 | Francesco Montanari, Miriam Dalmazio, David Coco, Roberta Caronia, Paolo Briguglia                                                       | Italie       |
| Félix                  | Cesc Gay                                                      | Leonardo Sbaraglia, Pere Arquillué, Ginés García Millán, Mi Hoa Lee                                                                      | Espagne      |
| Killing Eve            | Phoebe Waller-Bridge                                          | Sandra Oh, Jodie Comer, Fiona Shaw, , Kim Bodnia, Owen McDonnell, David Haig, Kirby Howell-Baptiste, Sean Delaney                        | Royaume-Uni  |
| Miguel                 | Tom Salama & Daphna Levin                                     | Ran Danker, Raul Mendez, Aviv Carmi, Omer Ben David, Miguelito Sojuel                                                                    | Israël       |
| Mother                 | Park Jee-young                                                | Lee Bo-young, Heo Yool, Lee Hye-young, Nam Gi-ae, Go Sung-hee                                                                            | Corée du Sud |
| States of Happiness    | Mette Marit Bølstad, Synnøve Hørsdal & Siv Rajendram Eliassen | Anne Regine Ellingsæter, Bart Edwards, Amund Harboe, Malene Wadel                                                                        | Norvège      |
| The Typist             | Nina Grosse                                                   | Iris Berben, Peter Kurth, Moritz Bleibtreu, Katharina Schlothauer & Timur Isik                                                           | Allemagne    |
| Undercover             | Nico Moolenaar                                                | Tom Waes, Anna Drijver, Frank Lammers, Elise Schaap, Kevin Janssens, Raymond Thiry                                                       | Belgique     |
| When Heroes Fly        | Omri Givon                                                    | Tomer Kapon, Michael Aloni, Moshe Ashkenzi, Nadav Nates, Ninet Tayeb                                                                     | Israël       |

#### Séries courtes
| Nom de la série  | Créateur                                         | Distribution | Pays             |
| ---------------- | ------------------------------------------------ | --- | ---------------- |
| Atropa           | Eli Sasich                                       | Anthony Bonaventura, Jeannie Bolét, Michael Ironside, David M. Edelstien, Ben Kliewer & Chris Voss                                                     | États-Unis       |
| Bite Size Horror |                                                  | | États-Unis       |
| Bonding          | Rightor Doyle                                    | Zoe Levin, Brendan Scannell | États-Unis       |
| Cabeza Madre     | Édouard Salier                                   | Clifton Collins Jr, Ana Gloria Buduen, Daniel Amat, Surelys Maria Pol, Michel Penton, Junior Ruiz                                                      | Cuba, France     |
| Camionero        | Jacques Toulemonde                               | Andrès Crespo, Angie Cepeda, Tania Valencia, Andrès Soleibe, Karid Matiz, Juan Pablo Barragan, Ernesto Benjumea, Leonardo Florez                       | Colombie, France |
| Dominos          | Zoé Pelchat                                      | Benjamin Roy, Charlotte Aubin, Émile Schneider, Gregory Beaudin, Mounia Zahzam, Paul Ahmarani, Sandrine Allard Poirier                                 | Canada           |
| If I Were You    | Javier Olivares, Annaïs Schaaff & Javier Pascual | Maria Pedraza, Oscar Casas, Jorge Motos, Nerea Elizalde, Lucia Díez, Daniel Ibáñez, Adriá Collado, Juan Blanco, Ingrid Rubio, Ruth Diaz, Elena Alférez | Espagne          |
| Immature         | Sameer Saxena                                    | Omkar Kulkarni, Rashmi Agdekar, Chinmay Chandraunshuh, Visshesh Tiwari                                                                                 | Inde             |
| Memento Mori     | Lee Young-sook                                   | Hwang Seung-un, Jae Hee, Kim Ho-jeong | Corée du Sud     |
| The Arena        | Marjorie Armstrong                               | Marjorie Armstrong, Philippe Boutin, Erich Etienne | Canada           |

#### Séries hors compétition
| Nom de la série                       | Créateur                         | Distribution | Pays               |
| ------------------------------------- | -------------------------------- | --- | ------------------ |
| Versailles saison 3                   | Simon Mirren, David Wolstencroft | George Blagden, Alexander Vlahos, Elisa Lasowski, Tygh Runyan, Stuart Bowman, Evan Williams, Catherine Walker, Anna Brewster, Jessica Clark, Maddison Jaizani, Steve Cumyn, Joe Sheridan, Geoffrey Beteman, Rory Keenan, Marie Askehave, Daphné Patakia, Matthew McNulty, Jenny Platt | France             |
| La Vérité sur l'affaire Harry Quebert | Joël Dicker                      | Patrick Dempsey, Ben Schnetzer, Kristine Froseth, Virginia Madsen, Matt Frewer, Damon Wayans Jr | États-Unis, Canada |
| Safe                                  | Harlan Coben                     | Michael C. Hall, Audrey Fleurot, Amanda Abbington, Hannah Arterton, Louis Greatorex, Raj Paul, Emmett J. Scanlan | Royaume-Uni        |

### Palmarès
- Meilleure Série : When Heroes Fly de Omri Givon ( Israël)
- Meilleure Interprétation : Francesco Montanari pour Cacciatore The Hunter ( Italie)
- Prix Spécial d’Interprétation : la distribution de Miguel ( Israël)
- Meilleure Série Digitale : Dominos de Zoé Pelchat ( Canada)
- Meilleur Scénario : State of Hapiness ( Norvège)
- Meilleure Musique : State of Hapiness ( Norvège)

## Deuxième saison (2019)
La deuxième saison du Festival CANNESERIES a lieu du 5 avril 2019 au 11 avril 2019, soit deux jours de moins que la première édition, concomitamment au Marché international des programmes de télévision.
Le 6 février 2019 est annoncé que la série adaptée de l'œuvre Vernon Subutex, sera présentée en avant première mondiale.
Le maître de cérémonie de clôture est l’acteur, humoriste et animateur de télévision Monsieur Poulpe.

### Membres du jury

#### Compétition
- Baran bo Odar (Président du jury) : réalisateur et scénariste ( Suisse)
- Miriam Leone : actrice ( Italie)
- Emma Mackey : actrice ( France  Royaume-Uni)
- Robin Coudert: compositeur ( France)
- Katheryn Winnick : actrice et réalisatrice ( Canada)

#### Compétition Séries Courtes
- Greg Garcia (Président du jury) : créateur, réalisateur et producteur ( États-Unis)
- Fanny Sidney : actrice et réalisatrice ( France)
- Josefine Frida Pettersen : actrice ( Norvège)

### Sélection officielle

#### Séries longues
| Nom de la série                 | Créateur                                             | Distribution | Pays        |
| ------------------------------- | ---------------------------------------------------- | --- | ----------- |
| Bauhaus - A New Era             | Lars Kraume                                          | Anna Maria Mühe, August Diehl, Trine Dyrholm, Valerie Pachner, Ludwig Trepte, Birgit Minichmayr | Allemagne   |
| How to Sell Drugs Online (Fast) | Philipp Käßbohrer & Matthias Murmann                 | Maximilian Mundt, Danilo Kamperidis, Lena Klenke, Damian Hardung, Leonie Wesselow, Luna Schaller, Bjarne Mädel | Allemagne   |
| Junichi                         | Eiji Kitahara, Mitsunobu Kawamura, Hirokazu Kore-Eda | Jun Shison, Mina Fujii, Kaho, Mieko Harada, Noriko Eguchi, Aju Makita, Marika Ito | Japon       |
| Magnus                          | Vidar Magnussen                                      | Vidar Magnussen, Pål Rønning, Charlie Hutton, Ola G. Furuseth, Anette Amalie Larsen, Preben Hodneland, Kirsti-Helene Engeberg, Lars Berge, Tim Ahern, Kristoffer Olsen, Siren Jørgensen, Hallvard Holmen, Emily Glaister | Norvège     |
| Nehama                          | Reshef Levi                                          | Reshef Levi, Shalom Michaelshvili, Liron Weissman, Gala Kogen, Yuval Segal, Gila Almagor, Yuval Scharf | Israël      |
| Perfect Life                    | Leticia Dolera                                       | Leticia Dolera, Celia Freijeiro, Aixa Villagrán, Enric Auquer | Espagne     |
| Studio Tarara                   | Tim Van Aelst                                        | Koen De Graeve, Ruth Beeckmans, Peter Van den Begin, Janne Desmet, Geert Van Rampelberg | Belgique    |
| The Feed                        | Channing Powell                                      | David Thewlis, Michelle Fairley, Nina Toussaint-White, Guy Burnet | Royaume-Uni |
| The Outbreak                    | Pavel Kostomarov                                     | Kirill Käro, Viktoria Isakova, Aleksander Robak, Maryana Spivak | Russie      |
| The Twelve                      | Bert Van Dael & Sanne Nuyens                         | Maaike Cafmeyer, Maaike Neuville, Tom Vermeir, Charlotte De Bruyne, Peter Gorissen, Zouzou Ben Chikha, Piet De Praitere, Titus De Voogdt, Mieke De Groote, Johan Heldenbergh, Lynn Van Royen, Josse De Pauw              | Belgique    |

#### Séries courtes
| Nom de la série                     | Créateur                           | Distribution | Pays        |
| ----------------------------------- | ---------------------------------- | --- | ----------- |
| Do no distrub                       | Michael Haussman & Larry Volpi     | Monica Bellucci, Jack Huston, Daniel Mays, Ralph Ineson, Sophie Cookson, Robert Emms, Edward Holcroft, Suki Waterhouse, Imogen Waterhouse, Hans Kesting, Nathan Stewart-Jarrett & Heather Wright | Royaume-Uni |
| Golden Revenge                      | Josh Gardner & Tom Stern           | David Cross, Natasha Leggero, Ice-T, Trace Adkins, Jessica Makinson, Mo Mandel, Amy Argyle, Agnes Albright, Vince Lozano                                                                         | États-Unis  |
| La Maison des Folles                | Mara Joly                          | Sarah Cantin, Juliette Gariépy, Yulia Shupenia, Anne-Florence Lavigne-Desjardins, Angélique Cadieux et Claire Jacques                                                                            | Canada      |
| Noche de amor                       | Agustina Levati & Pedro Levati     | Mirta Busnelli, Maida Andrenacci, Mercedes Scápola, Gabriel Bosisio, Juan Grandinetti, Juan Carrasco , Héctor Díaz                                                                               | Argentine   |
| Over and Out                        | Adele Vuko & Christian Van Vuuren  | Adele Vuko, Christiaan Van Vuuren, Rachel House, Brooke Satchwell, Nick Boshier, Anni Finsterer, Bali Padda, Freddie Tabone                                                                      | Australie   |
| Robbie Hood                         | Dylan River & Tanith Glynn-Maloney | Pedrea Jackson, Jordan Johnson, Levi Thomas | Australie   |
| Simone et moi, une amitié mécanique | Soukaïna Meflah & Laurène Dervieux | Soukaïna Meflah, Jordan Mons, Jordi Le Bolloc’H, Keyvan Khojandi, Dalia Bonnet, Nicolas Berno, Eléonore Costes, Juliette Tresanini, Justine Le Pottier, Ismaël Isme                              | France      |
| Teodore pas de H                    | Natalie Doummar & Julien Hurteau   | Philippe-Audrey Larrue St-Jacques, Daniel Doummar, Nathalie Doummar, Louise Bombarbier, Houda Rihani, Lori’anne Bemba                                                                            | Canada      |
| The Fucking Liars                   | Alejandro Jovic                    | Paula Carruega, Ezequiel Tronconi, Alejandro Jovic | Argentine   |
| Warigami                            | Eddie Kim                          | Emily Piggford, Kai Bradbury, Akiel Julien, Miho Suzuki & David Hewlett | Canada      |

### Séries hors compétition
| Nom de la série                    | Créateur                                              | Distribution | Pays        |
| ---------------------------------- | ----------------------------------------------------- | --- | ----------- |
| Vernon Subutex (série d'ouverture) | Cathy Verney                                          | Romain Duris, Céline Sallette, Laurent Lucas, Flora Fischbach, Philippe Rebbot, Florence Thomassin, Emilie Gavois-Kahn, Athaya Mokonzi                                                                                    | France      |
| Beecham House                      | Gurinder Chadha, Shahrukh Husain & Paul Mayeda Berges | Tom Bateman, Lesley Nicol, Dakota Blue Richards, Leo Suter, Gregory Fitoussi, Pallavi Sharda, Bessie Carter, Adil Ray, Viveik Kalra, Roshan Seth, Marc Warren                                                             | Royaume-Uni |
| Nos4A2                             | Jami O'Brien                                          | Zachary Quinto, Ashleigh Cummings, Ólafur Darri Ólafsson, Virginia Kull, Ebon Moss-Bachrach, Jahkara J. Smith | États-Unis  |
| Now Apocalypse                     | Gregg Araki                                           | Avan Jogia, Kelli Berglund, Beau Mirchoff, Roxane Mesquida, Tyler Posey, Desmond Chiam, Jacob Artist, RJ Mitte, Taylor Hart, Evan Hart, James Duvall                                                                      | États-Unis  |
| The Rook                           | Karyn Usher, Lisa Zwerling, Stephen Garrett           | Emma Greenwell, Joely Richardson, Olivia Munn, Adrian Lester, Ronan Raftery, Catherine Steadman, Jon Fletcher | Royaume-Uni |
| Years and Years (série de clôture) | Russell T Davies                                      | Emma Thompson, Jade Alleyne, Maxim Baldry, George Bukhari, Sharon Duncan-Brewster, Dino Fetscher, Jessica Hynes, Rory Kinnear, Rachel Logan, Ruth Madeley, T’nia Miller, Anne Reid, Zita Sattar, Russel Tovey, Lydia West | Royaume-Uni |

### Palmarès
- Meilleure Série : Perfect Life de Leticia Dolera ( Espagne)
- Meilleure Série Courte : Over and Out de Connor Van Vuuren ( Australie)
- Prix d'interprétation : Reshef Levi dans Nehama ( Israël)
- Prix de la Meilleure Musique : Julian Maas & Christoph M. Kaiser dans Bauhaus - A New Era ( Allemagne)
- Prix du Meilleur Scénario : Bert Van Dael et Sanne Nuyens pour The Twelve ( Belgique)
- Prix Spécial d'Interprétation : Leticia Dolera & Celia Freijeiro & Aixa Villagrán dans Perfect Life ( Espagne)

## Troisième saison (2020)
La troisième saison du Festival CANNESERIES devait avoir lieu initialement du 27 mars 2020 au 1er avril 2020. Le 26 février 2020 la sélection officielle est d'ailleurs annoncée.
Cependant, en raison de l'épidémie de coronavirus en cours, il a finalement été décidé à quelques jours du début du festival de le reporter du 9 au 14 octobre 2020, concomitamment au MIPCOM.

### Membres du jury

#### Compétition
- Laëtitia Eïdo : actrice  France
- Grégory Fitoussi : acteur  France
- Randy Kerber : compositeur, orchestrateur et pianiste  États-Unis
- Roxane Mesquida : actrice  France
- Caroline Proust : actrice et réalisatrice  France
- Jean-Pascal Zadi : acteur, réalisateur et scénariste  France

#### Compétition Séries Courtes
- Jamie Bamber (président du jury) : acteur  Royaume-Uni
- Timothée Hochet : créateur, réalisateur et scénariste  France
- Erin Moriarty : actrice  États-Unis

### Sélection officielle

#### Séries longues
| Nom de la série     | Créateur                                                 | Distribution | Pays               |
| ------------------- | -------------------------------------------------------- | --- | ------------------ |
| 257 Reasons To Live | Alexey Lyapichev                                         | Polina Maksimova, Egor Koreshkov, Marusya Fomina, Maksim Lagashkin, Julia Topolnitskaya                                                                                      | Russie             |
| Atlantic Crossing   | Alexander Eik                                            | Kyle MacLachlan, Sofia Helin, Tobias Santelmann, Harriet Sansom Harris, Daniel Betts, Søren Pilmark                                                                          | Norvège            |
| Cheyenne et Lola    | Virginie Brac                                            | Veerle Baetens, Charlotte Le Bon, Patrick d'Assumçao, Alban Lenoir, Lubna Azabal, Sophie-Marie Larrouy, Natalia Dontcheva, Stephen Di Tordo, Xavier Matthieu                 | France, Belgique   |
| Losing Alice        | Sigal Avin                                               | Ayelet Zurer, Lihi Kornowski, Gal Toren, Yossi Marshak, Shai Avivi | Israël             |
| Man In Room 301     | Mikko Kuparinen                                          | Antti Virmavirta, Kaija Pakarinen, Jussi Vatanen, Pöysti Leena, Andrei Alén, Kreeta Salminen                                                                                 | Finlande           |
| Moloch              | Arnaud Malherbe                                          | Olivier Gourmet, Marine Vacth, Marc Zinga, Arnaud Valois, Alice Verset | France             |
| Partisan            | Mauricio Molinari, Amir Chamdin, Fares Fares             | Fares Fares, Johan Rheborg, Sofia Karemyr, Anna Björk | Suède              |
| Red Light           | Halina Reijn, Carice van Houten                          | Carice van Houten, Maaike Neuville, Halina Reijn, Geert Van Rampelberg, Jacob Derwig, Koen De Bouw, Robert de Hoog, Joren Seldesclachts, Tom Jansen, Majd Mardo, Bilal Wahib | Belgique, Pays-Bas |
| Top Dog             | Veronica Zacco, Jens Lapidus                             | Josefin Asplund, Alexej Manvelov, Joel Spira, Christian Hillborg, Peter Gardiner, Jessica Gabrovsky, Gustva Lindh                                                            | Suède              |
| Truth Seekers       | Nick Frost, Simon Pegg, Nat Saunders, James Serafinowicz | Nick Frost, Samson Kayo, Emma D'Arcy, Simon Pegg, Malcolm McDowell, Susan Wokoma                                                                                             | Royaume-Uni        |

#### Séries courtes
| Nom de la série              | Créateur                                                        | Distribution | Pays               |
| ---------------------------- | --------------------------------------------------------------- | --- | ------------------ |
| Amours d'occasion            | Eva Kabuya                                                      | Audrey Roger, Sacha Charles, Nate Husser, Mireille Métélus, Mylène Mackay, Sophie Nélisse, Karina Aktouf, Wensi Yan, Claude Bégin, Leila-Tiebault-Lou, Adam Moussamih, Zackari Belharbi, Luc Carl Uzarama | Canada             |
| Broder                       | Leandro Vital, Jonathan Andrés Sehinkman, Mauro Pérez Quinteros | Andy Gorostiaga, Ailin Salas, Klan, Nucleo Aka Tintasucia, Rebeca Flores | Argentine          |
| Christmas on Blood Mountain  | Christopher Pahle, Martin Zimmer, Lars Kristian Flemmen         | Trond Fausa Aurvåg, Ine Jansen, Kevin Vågenes, Jon øigarden, Atle Antonsen | Norvège            |
| Claire et les vieux          | Edith Morin, Patrick Bilodeau, Sarah Pellerin, Charles Grenier  | Irlande Côté, Muriel Dutil, Bénédicte Décary, Reda Guerinik, Dominique Quesnel, Raymond Cloutier, Marie Eykel, Réjean Lefrançois, Béatrice Picard, Céline Cossette, Catherine Renaud | Canada             |
| Cryptid                      | Sylvain Runberg, Daniel Di Grado                                | Maja-Johanna Englander, Julius Fleischanderl, Astrid Morberg, Johan Hedenberg, Oscar Zia, Angelina Håkansson | Suède              |
| Deadhouse Dark               | Enzo Tedeschi                                                   | Nicholas Hope, Barbara Bingham, Lauren Orrell, Naomi Sequeira, Eliza Nicholls | Australie          |
| First Person                 | Tyler Levine, Patrice Theroux, Renuka Jeyapalan                 | Rodrigo Fernandez-Stoll, Rayisa Kondracki, Louise Pitre, Joe Matheson, Alexandra Ordolis | Canada             |
| The Writers. A Short Series. | Mikolaj Lizut                                                   | Magdalena Cielecka, Maciej Stuhr | Pologne            |
| Tony                         | Malena Filmus                                                   | Malena Filmus, Martín Garabal, Lola Berthet, Sebastián Carbone, Matías Marmorato | Argentine          |
| Zero Day                     |                                                                 | Ruth Mary Johnson, Daniel Watson, Ben Lediard, Hannah Elder, Babylungs, Bryce Lewis, Sharar Ali-Speakes, Hasaan Hill, Kerrice ‘Reese’ Brooks, Sylvie Preston, Edward Miskie, Japheth Gordon, Kelly Chavers, Aubrey Cleland, Lyndon Hoffman-Lew, Taliyah Simone, KJ Rasheed, Ruby Hayes, Brandin Stennis, Kiarra Beasley, Trinity Moriah Jones, Peres Owino, Robert McGowan, Marie Selepec, Anna D'Annunzio, Rhian Rees, Leon Thomas III, Charlie Hewson, David Theune, Rebekah Wiggins, Brie Carter, Eric Thoms | États-Unis, France |

#### Hors compétition
| Nom de la série                      | Création                                                                                         | Distribution | Pays                      |
| ------------------------------------ | ------------------------------------------------------------------------------------------------ | --- | ------------------------- |
| La Flamme (cérémonie d'ouverture)    | Adaptée de la série américaine « Burning Love ». D’après l'oeuvre originale d’Erica Oyama Marino | Jonathan Cohen, Géraldine Nakache, Ana Girardot, Doria Tillier, Vincent Dedienne, Camille Chamoux, Adèle Exarchopoulos, Leila Bekhti, Céline Sallette, Léonie Simaga, Laure Calamy, Marie-Pierre Casey, Florence Foresti, Vincent Macaigne, Ramzy Bedia, Youssef Hajdi, Pierre Niney, Stephan Wojtowicz, Angèle, Olivier Baroux, Laetitia Casta, François Civil, Seth Gueko, Gilles Lellouche, Noémie Lvovsky, Gilbert Melki, Helena Noguerra, Orelsan, Marina Rollman | France                    |
| #FREERAYSHAWN                        | Marc Maurino                                                                                     | Laurence Fishburne, Stephan James, Danny Boyd, Jr., Skeet Ulrich, Jasmine Cephas Jones, Annabeth Gish, Ana Ortiz | États-Unis                |
| Shadowplay                           | Måns Mårlind                                                                                     | Taylor Kitsch, Michael C. Hall, Nina Hoss, Mala Emde, Sebastian Koch, Tuppence Middleton, Logan Marshall-Green | France, Canada, Allemagne |
| OVNI(s)                              | Clémence Dargent, Martin Douaire                                                                 | Melvil Poupaud, Michel Vuillermoz, Géraldine Pailhas, Quentin Dolmaire, Daphné Patakia, Jean-Charles Clichet, Laurent Poitrenaux et avec Nicole Garcia | France                    |
| Dix pour cent (cérémonie de clôture) | Fanny Herrero                                                                                    | Camille Cottin, Thibault de Montalembert, Gregory Montel, Liliane Rovère, Fanny Sidney, Nicolas Maury, Laure Calamy, Stéfi Celma, Assaâd Bouab, Charlotte Gainsbourg, Franck Dubosc | France                    |

### Palmarès
- Meilleure série : Partisan de Mauricio Molinari, Amir Chamdin et Fares Fares[11] ( Suède)
- Meilleure série courte : Broder de Leandro Vital, Jonathan Barg, Andrés Sehinkman et Mauro Pérez Quinteros ( Argentine)
- Prix d'interprétation : Polina Maksimova pour 257 Reasons to Live ( Russie)
- Prix spécial d'interprétation : L’ensemble du cast de Red Light de Halina Reijn et Carice Van Houten ( Belgique,  Pays-Bas)
- Prix de la meilleure musique : Jon Ekstrand pour Top Dog ( Suède)
- Prix du scénario : Moloch de Arnaud Malherbe et Marion Festraëts ( France)
- Prix du public Le Parisien : Validé de Franck Gastambide
- Prix des lycéens : Red Light de Halina Reijn et Carice Van Houten ( Belgique,  Pays-Bas)

## Quatrième saison (2021)

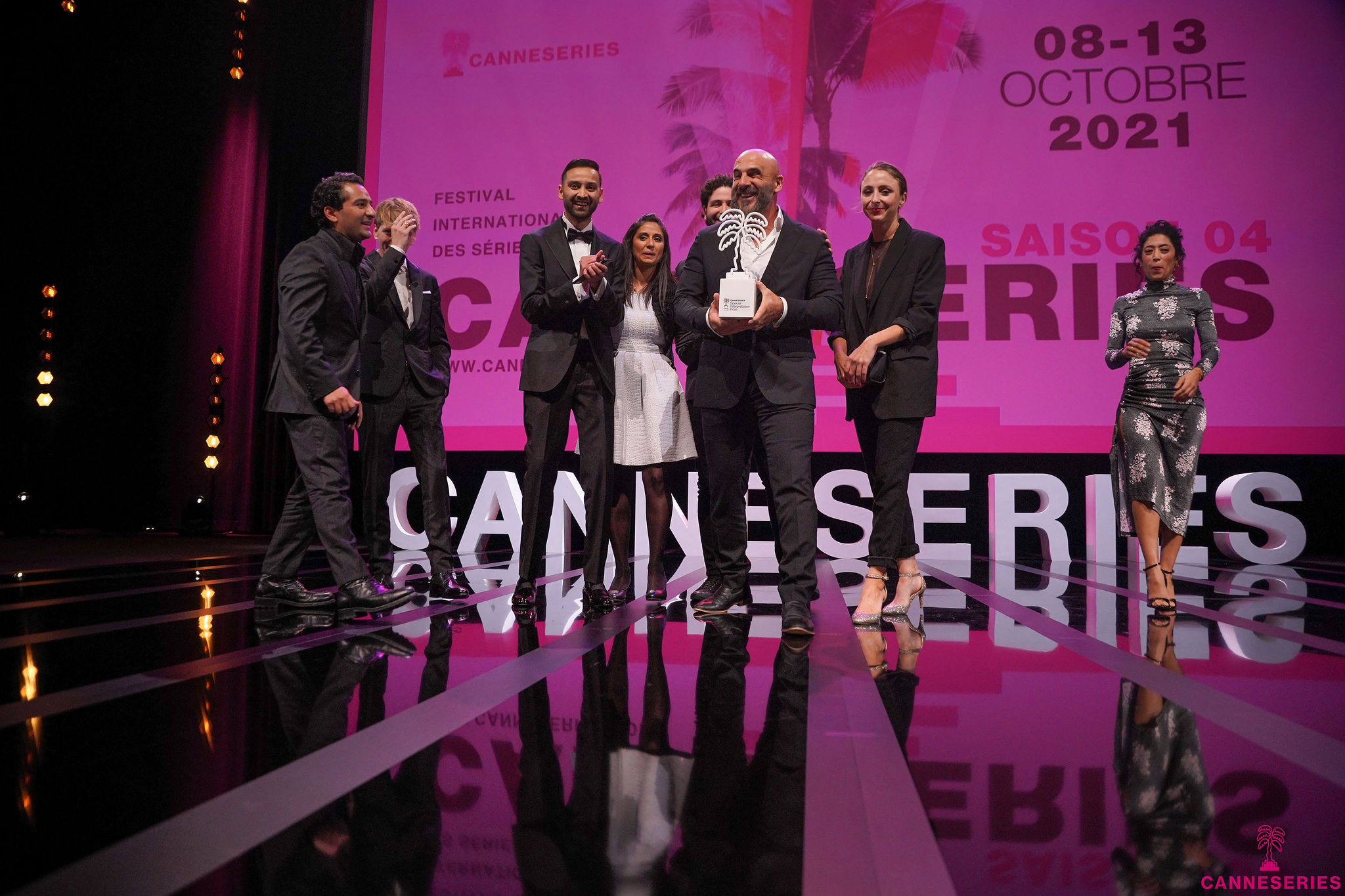
Canneseries en 2021.

La quatrième saison du Festival CANNESERIES devait avoir lieu initialement du 9 avril 2021 au 14 avril 2021. Cependant, en raison de l'épidémie de coronavirus, de nouvelles dates ont été annoncées. Le festival s'est tenu du 8 octobre 2021 au 13 octobre 2021, en parallèle du MIPCOM.

### Membres du jury

#### Compétition
- Nikolaj Coster-Waldau (président du jury) : acteur  Danemark
- Sigal Avin : Scénariste, Dramaturge, Réalisatrice  Israël
- Naidra Ayadi : Comédienne, Réalisatrice, Scénariste  France
- Salvatore Esposito : Comédien  Italie
- Marco Prince : Musicien, Compositeur, Comédien  France

#### Compétition Séries Courtes
- Aisling Bea (présidente du jury) : comédienne, créatrice et productrice  Irlande
- Assaad Bouab : comédien  France
- Marie Papillon : comédienne et créatrice  France

### Sélection officielle

#### Séries longues
| Nom de la série            | Créateur                                                 | Distribution | Pays      |
| -------------------------- | -------------------------------------------------------- | --- | --------- |
| Awake                      | Ljubica Lukovic, Matija Dragojević                       | Ivana Vukovic, Stefan Vukić, Dragoljub Ljubičić, Ljiljana Blagojević, Drena Mršić | Serbie    |
| Christian                  | Enrico Audenino, Valerio Cilio, Roberto Saku Cinardi     | Edoardo Pesce, Silvia D'Amico, Giordano De Plano, Antonio Bannò, Francesco Colella, Lina Sastri, Claudio Santamaria                                                                            | Italie    |
| Countrymen                 | Izer Aliu, Anne Bjørnstad                                | Nader Khademi, Ayaz Hussain, Jonas Strand Gravli, Erika Strand Mamelund, Arben Bala | Norvège   |
| Dreams of Alice            | Anastasiya Volkova                                       | Alina Gvasaliya, Vasilina Yuskovets, Ekaterina Vilkova, Aleksey Rozin, Aleksandra Rebenok, Denis Shvedov, Ekaterina Stulova                                                                    | Russie    |
| Limbo… Hasta que lo decida | Mariano Cohn, Gastón Duprat                              | Clara Lago, Mike Amigorena, Esteban Pérez, Enrique Piñeyro, Michel Noher, Andrea Frigerio, avec la collaboration spéciale de Carmen Maura                                                      | Argentine |
| Mister 8                   | Teemu Nikki, Jani Pösö                                   | Pekka Strang, Krista Kosonen, Olli Rahkonen, Chike Ohanwe, Elias Westerberg, Amir Escandari, Ville Tiihonen, Joonas Saartamo, Jari Virman, Matti Onnismaa, Hannamaija Nikander, Jouko Puolanto | Finlande  |
| Sad City Girls             | Shir Reuven, Talya Lavie                                 | Maya Landsmann, Einat Holland | Israël    |
| The Allegation             | Oliver Berben, Jan Ehlert                                | Peter Kurth, Narges Rashidi, Sebastian Urzendowsky, Désirée Nosbusch | Allemagne |
| Totems                     | Olivier Dujols, Juliette Soubrier                        | Niels Schneider, Vera Kolesnikova, José Garcia, Lambert Wilson, Ana Girardot | France    |
| Unknowns                   | Guy Sidis, co-créateurs - Nirit Yaron et Tawfik Abu-Warl | Yehuda Levi, Shani Cohen, Yaniv Biton, Amir Tessler, Ofek Pesach, Ben Sultan | Israël    |

#### Séries courtes
| Nom de la série            | Création                                     | Distribution | Pays                          |
| -------------------------- | -------------------------------------------- | --- | ----------------------------- |
| About Saturday             | Liv Mari Ulla Mortensen                      | Darin Hagi, Kayd Wacays, Hanna Heider Hov, Alfred Ekker Strande | Norvège                       |
| Hudson Falls               | Elias Plagianos                              | Richard Kind, Jessica Hecht, Tara Westwood, Robert John Burke, Chiké Okonkwo, William Sadler | États-Unis                    |
| i-ART                      | Marvin Gofin & Alexandre Da Silva            | Marvin Gofin, Anaïs Parello, Joy Esther, Marc Arnaud, Dr. Dre (Narration) | France                        |
| Je voudrais qu'on m'efface | Eric Piccoli                                 | Charlee-Ann Paul, Sarah-Maxine Racicot, Malik Gervais-Aubourg, Julie Perreault, Jean-Nicolas Verrault, Schelby Jean-Baptiste | Canada                        |
| Larguée                    | Kaycie Chase                                 | Kaycie Chase, Thomas Sagols, Gauthier Battoue, Matthew Luret, Jhos Lican, Damien Ferrette, Juliann Brondoni, Elizabeth Wautlet, Christophe Lemoine | France                        |
| Lockdown                   | Gilles Coulier & Maarten Moerkerke           | Matthias Schoenaerts, Veerle Baetens, Peter Gorissen, Tom Vermeir, Emilie De Roo, Linde Carrijn, Bart Hollanders, Kim Snauwaert, Marjan De Schutter, Josse De Pauw, Peter Van den Begin, Dominique Van Malder, Mounir Aït Hamou, Johan Leysen, Maaike Neuville, Circé Lethem, Gene Bervoets, Anne-Laure Vandeputte, Sachli Gholamalizad, Sara De Roo, Tine Embrechts, Joke Devynck, Olivier Bony, Antoine Princen | Belgique                      |
| Pops                       | Anton Zaitsev, Anton Shchukin, Artem Loginov | Stanislav Starovoitov, Nadezhda Mikhalkova, Vladimir Vdovichenkov, Diana Enkaeva, Sevastian Bugaev, Andrey Andreev, Elena Lyadova | Russie                        |
| Sheker                     | Kuat Sadykov, Arystan Kaunev                 | Azat Zhumadil, Madina Kakimseitova, Sharip Serik, Ilyasov Ansar | Kazakhstan                    |
| The Guardians of Justice   | Adi Shankar                                  | Diamond Dallas Page, Sharni Vinson, Derek Mears, Christopher Judge, Jane Seymour, RJ Mitte, Denise Richards, Hal Ozsan, Andy Milonakis | États-Unis, Espagne, Finlande |
| This Is Not A Hotel        | Dana Crosa                                   | Mara Bestelli, Dana Crosa, Jonás Elfen, Nuria Wassaf, Santiago Gobernori | Argentine                     |

#### Hors compétition
| Nom de la série                         | Création                                                                    | Distribution | Pays                |
| --------------------------------------- | --------------------------------------------------------------------------- | --- | ------------------- |
| Validé Saison 2 (cérémonie d'ouverture) | Franck Gastambide, Charles Van Tieghem, Xavier Lacaille et Giulio Callegari | Laëtitia Kerfa, Saïdou Camara, Brahim Bouhlel, Franck Gastambide, Sabrina Ouazani, Moussa Mansaly, Bosh, Hakim Jemili, Fatou Kaba, Rachid Guellaz, Dimitri Storoge, Youssef Hajdi et avec la participation exceptionnelle de Saïd Taghmaoui | France              |
| Le tour du monde en 80 jours            | Ashley Pharoah, Caleb Ranson                                                | David Tennant, Leonie Benesch, Ibrahim Koma, Jason Watkins, Peter Sullivan | France, Royaume-Uni |
| Sissi                                   | Andreas Gutzeit, Robert Krause, Elena Hell                                  | Dominique Devenport, Jannik Schümann, Désirée Nosbusch, David Korbmann, Tanja Schleiff, Paula Kober, Julia Stemberger, Pauline Rénevier, Marcus Grüsser                                                                                     | Allemagne           |
| Gomorra Saison 5 (cérémonie de clôture) | D’après une idée de Roberto Saviano                                         | Salvatore Esposito, Marco D’Amore, Ivana Lotito, Arturo Muselli | Italie              |

### Palmarès
- Prix de la Meilleure Série : Mister 8 de Teemu Nikki et Jani Pösö ( Finlande)[12]
- Prix d’Interprétation : Pekka Strang pour Mister 8 ( Finlande)
- Prix du Meilleur Scénario : Ferdinand von Schirach pour The Allegation ( Allemagne)
- Prix de la Meilleure Musique : Giorgio Giampà pour Christian ( Italie)
- Prix Spécial d'Interprétation : l'équipe de Countrymen ( Norvège)
- Prix des Lycéens Meilleure Série Longue : Countrymen de Izer Aliu et Anne Bjørnstad ( Norvège)
- Prix du Public de la Meilleure Série en Compétition (en partenariat avec Canal+ et AlloCiné) : Awake de Ljubica Lukovic et Matija Dragojević ( Serbie)
- Grand Prix Dior : The Allegation de Oliver Berben et Jan Ehlert ( Allemagne)
- Prix de la Meilleure Série Courte : About Saturday de Liv Mari Ulla Mortensen ( Norvège)
- Prix Dior de la Révélation : Malik Gervais-Aubourg pour Je voudrais qu'on m'efface ( Canada)
- Prix Étudiants Meilleure Série Courte : Lockdown de Gilles Coulier et Maarten Moerkerke ( Belgique)
- Prix du Public de la série française de l'année (en partenariat avec TéléCableSat Hebdo et Canal+): Mixte

## Cinquième saison (2022)
La cinquième édition du Festival CANNESERIES a eue lieu du 1er avril au 6 avril 2022, en parallèle du Marché international des programmes de télévision (MIPTV).

### Membres du jury

#### Compétition
- Fanny Herrero (présidente du jury), scénariste  France
- Anne Marivin, comédienne  France
- Denis O'Hare, comédien  États-Unis
- Ólafur Darri Ólafsson, comédien  Islande  États-Unis
- Sami Outalbali, acteur  France
- Daniel Pemberton, compositeur  Royaume-Uni

#### Compétition Séries Courtes
- Anthony Horowitz (président du jury) : romancier et scénariste  Royaume-Uni
- Chinenye Ezeudu : comédienne  Royaume-Uni
- Marc Ruchmann : comédien, réalisateur et compositeur  France

### Sélection officielle

#### Séries longues
| Nom de la série                     | Création                                                           | Distribution | Pays      |
| ----------------------------------- | ------------------------------------------------------------------ | --- | --------- |
| 1985                                | Willem Wallyn                                                      | Tijmen Govaerts, Mona Mina Leon, Aimé Claeys | Belgique  |
| Afterglow                           | Atle Knudsen, Kjetil Indregard                                     | Nina Ellen Ødegård, Thorbjørn Harr, Sara Khorami, Hermann Sabado, Per Kjerstad, Hanne Skille Reitan | Norvège   |
| Audrey est revenue                  | Guillaume Lambert, Florence Longpré                                | Florence Longpré, Josée Deschênes, Denis Bouchard, Martin-David Peters, Zeneb Blanchet, Joanie Guérien, Ellicyane Paradis, Charlie Lemay-Thivierge, Dominic St-Laurent | Canada    |
| Bang Bang Baby                      | Andrea Di Stefano                                                  | Arianna Becheroni, Adriano Giannini, Antonio Gerardi, Dora Romano, Lucia Mascino, Giuseppe De Domenico | Italie    |
| El Inmortal                         | David Ulloa, Rafa Montesinos                                       | Álex García, Emilio Palacios, Marcel Borrás, María Hervás, Teresa Riott, Claudia Pineda, Jon Kortajarena, Catalina Sopelana | Espagne   |
| Jeux d'influence, Les combattantes  | Antoine Lacomblez, Jean-Xavier de Lestrade                         | Alix Poisson, Laurent Stocker (de La Comédie-Française), Pierre Perrier, Marilou Aussilloux, Pascal Elbé, Jean-François Sivadier, Guillaume Marquet, Juliette Navis, Armelle Abibou, Francis Leplay, Eric Herson-Macarel, Noam Morgensztern (de La Comédie-Française), Aurélia Petit, Adrien Simion | France    |
| Punishment                          | Basée sur des histoires courtes écrites par Ferdinand von Schirach | Hans Löw, Sahin Eryilmaz, Sevda Polat (The Thorn), Katharina Hauter, Jan Krauter, Thomas Loibl (The Diver) | Allemagne |
| Souls                               | Alex Eslam                                                         | Brigitte Hobmeier, Julia Koschitz, Lili Eppy, Aleksandar Jovanovic, Aaron Kissiov | Allemagne |
| The Dreamer - Becoming Karen Blixen | Dunja Gry Jensen                                                   | Connie Nielsen, Hanne Uldal, Joachim Fjelstrup, Lene Maria Christensen, Lars Mikkelsen, Solbjørg Højfeldt, Lochlann Ó Mearáin, Johannes Kuhnke | Danemark  |
| The Lesson                          | Deakla Keydar                                                      | Maya Landsmann, Doron Ben-David, Leib Lev Levin, Alma Zak, Dvir Benedek | Israël    |

#### Séries courtes
| Nom de la série                  | Création                                        | Distribution | Pays      |
| -------------------------------- | ----------------------------------------------- | --- | --------- |
| Complètement Lycée               | Rosalie Vaillancourt, Pierre-Yves Roy-Desmarais | Rosalie Vaillancourt, Pierre-Yves Roy-Desmarais, Katherine Levac, Vincent Kim, Patrick Emmanuel Abellard | Canada    |
| Educational TV                   | Marco Caltieri, Pablo Marcovecchio              | Bruno Cetraro, Carla Moscatelli, Hugo Piccinini, Jenny Berger, Luis Pazos, Mariana Bayce, Mauricio Ares, Rogelio Gracia, Soledad Gilmet                                                                             | Uruguay   |
| Everything You Love              | Marie Hafting                                   | Mina Dale, Jakob Fort | Norvège   |
| Hacked                           | Anthony Van Biervliet, Ruben Vandenborre        | Alicia Andries, Misha Van Der Werf, Helena Tengan | Belgique  |
| Hell                             | Santiago Mouriño, Pablo Balmaceda               | Agostina Innella, Verónica Gerez, Fabricio Miscione, Alexia Moyano, Leo Bromberg, Juan Barberini, Karla Martinez, Argenis Ciriaco, Brenda Peluffo                                                                   | Argentine |
| It's Fine, I'm Fine              | Stef Smith                                      | Ana Maria Belo, Wendy Mocke, Margaret Pittas, Chris Bunton, Cecilia Morrow, Eryn Jean Norvill, Heather Mitchell, Arky Michael, Sam Greenlees, Andrew McFarlane, Catherine Van-Davies, Suren Jayemanne, Edan Chapman | Australie |
| Night Cat Express: Night Dream   | Wei Huang, Yirui Wang, Chuan Wang, Ye Shu       | Maolei Wang, Xinqing Leng, Hanjin Ni, Xiaoming Zhu, Chang Liu | Chine     |
| Normaloland                      | Matthias Thönnissen                             | Anton Fatoni Schneider, Ulrike Arnold, Massiamy Diaby, Sylke Verheyen, Michael Halberstadt, Ben Rodrian, Matthias Thönnissen                                                                                        | Allemagne |
| Platonique                       | Camille Rosset, Elie Girard                     | Camille Rutherford, Maxence Tual, Allison Chassagne, Edgar-Yves, Baptiste Lecaplain, Joséphine de Meaux | France    |
| Revenge of the Black Best Friend | Amanda Parris                                   | Olunike Adeliyi, Aiza Ntibarikure, Crystal Rose, Julian De Zotti, Ashton James, Araya Mengesha, Tymika Tafari, Cara Ricketts                                                                                        | Canada    |

#### Hors compétition
| Nom de la série                                                   | Création | Distribution | Pays            |
| ----------------------------------------------------------------- | --- | --- | --------------- |
| Halo (Cérémonie d'ouverture)                                      | Kyle Killen, Steven Kane | Pablo Schreiber, Natascha Mcelhone, Jen Taylor, Bokeem Woodbine, Shabana Azmi, Natasha Culzac, Olive Gray, Yerin Ha, Bentley Kalu, Kate Kennedy | États-Unis      |
| Infiniti                                                          | Stéphane Pannetier, Julien Vanlerenberghe                                                                                   | Céline Sallette, Daniyar Alshinov, Vlad Ivanov, Lex Shrapnel (en), Karina Arutyunyan, Anatolii Panchenko, Ellora Torchia, Laurent Capelluto, Jarreth Merz, Samal Yeslyamova                                                                                                   | France Belgique |
| Visions                                                           | Jeanne Le Guillou, Bruno Dega                                                                                               | Louane Emera, Soufiane Guerrab, Léon Durieux, Jean-Hugues Anglade, Anne Marivin, Max Boublil, Marie-Ange Casta, Julien Boisselier, Robinson Stévenin, Francis Renaud | France          |
| Le Flambeau, les aventuriers de Chupacabra (Cérémonie de clôture) | Une série de Jonathan Cohen. Adaptée de la série américaine "Burning Love". D’après l’œuvre originale d’Erica Oyama-Marino. | Jonathan Cohen, Jérôme Commandeur, Leila Bekhti, Adèle Exarchopoulos, Géraldine Nakache, Thomas Scimeca, Gérard Darmon, Kad Merad, Ramzy Bedia, Ana Girardot, Pierre Niney, Natacha Lindinger, Laura Felpin, Camille Chamoux, Jonathan Lambert, Mister V, Sébastien Chassagne | France          |

### Palmarès
- Prix de la Meilleure Série : The Lesson de Deakla Keydar ( Israël)[13]
- Grand Prix Dior : Audrey est revenue de Guillaume Lambert et Florence Longpré ( Canada)
- Prix du Meilleur Scénario : Alex Eslam, Lisa Van Brakel, Senad Halilbasic, Erol Yesilkaya pour Souls ( Allemagne)
- Prix de la Meilleure Musique : Dascha Dauenhauer pour Souls ( Allemagne)
- Prix Spécial d'Interprétation : le cast d'Audrey est revenue ( Canada)
- Prix de la Meilleure Interprétation : Maya Landsmann pour The Lesson ( Israël)
- Prix des Lycéens Meilleure Série Longue : Afterglow de Atle Knudsen et Kjetil Indregard ( Norvège)
- Prix de la Meilleure Série Courte : Hacked de Anthony Van Biervliet et Ruben Vandenborre ( Belgique)
- Prix Dior de la Révélation : Rosalie Vaillancourt pour Complètement Lycée ( Canada)
- Prix Etudiants Meilleure Série Courte : Everything You Love de Marie Hafting ( Norvège)

## Sixième saison (2023)
La sixième édition du festival CANNESERIES aura lieu du 14 au 19 avril 2023, en parallèle du MIPTV. Une nouvelle section s'ajoute à la sélection officielle, la Compétition séries documentaires.

### Membres du jury

#### Compétition
- Lior Raz[15] (Président du Jury) : Comédien, Scénariste, Producteur  Israël
- Shirine Boutella : comédienne  Algérie
- Zabou Breitman : comédienne, créatrice, réalisatrice  France
- Stewart Copeland : compositeur, musicien  États-Unis
- Daryl McCormack : comédien  Irlande

#### Compétition Séries Courtes
- Javier Ambrossi et Javier Calvo (Présidents du Jury) : réalisateurs, scénaristes, et producteurs  Espagne
- Marina Rollman : humoriste, comédienne  France,  Suisse
- Simona Tabasco : comédienne  Italie

#### Compétition Séries Documentaires
- Asif Kapadia (Président du Jury) : réalisateur, scénariste, producteur  Royaume-Uni
- Nathalie Marchak : scénariste, réalisatrice   France
- Mélissa Theuriau : productrice, journaliste   France

### Sélection officielle

#### Séries longues
| Nom de la série                                   | Création                                                                    | Distribution | Pays           |
| ------------------------------------------------- | --------------------------------------------------------------------------- | --- | -------------- |
| Bargain                                           | Byun Seung-Min                                                              | Jin Sun-Gyu, Jeon Jong-Seo, Chang Ryul | Corée du Sud   |
| Bon matin Chuck (ou l’art de réduire les méfaits) | Nicolas Pinson, Jean-François Rivard, Mathieu Cyr                           | Nicolas Pinson, Sylvain Marcel, Marilyn Castonguay, Bernard Fortin, Benz Antoine, Amélie B Simard, Hugo Dubé, Lyna Khellef, Nathalie Doummar, Claire Jacques, Myriam De Verger, Danielle Ouimet, Kevin Owens, Yves Corbeil, Justin Jackson | Canada         |
| Carthago                                          | Reshef Levi, Tomer Shani, Yannets Levi                                      | Uri Gov, Philip Glenister, Carolina Jurczak, Oliver Buckner, Reshef Levi, Mia Gabay, Shaun Paul Mcgrath, Yaakov Zada Daniel, David Gabay, Ella Gabay, Oleg Levin                                                                           | Israël         |
| Chlidhood Dreams                                  | Marnie Blok, Bram Schouw & Idse Grotenhuis                                  | Hanna van Vliet, Tamar van den Dop, Annet Malherbe, Alidtcha Binazon, Ko Zandvliet, Peter Paul Muller, Yannick Jozefzoon, Mark Rietman, Laura Bakker, Maria Kraakman, Jacob Derwig                                                         | Pays-Bas       |
| Corduroy                                          | Hadas Ben Aroya                                                             | Dar Zuzovsky, Nibar Madar, Eric Berman | Israël         |
| Faux-Semblants                                    | Alice Birch                                                                 | Rachel Weisz, Britne Oldford, Poppy Liu, Michael Chernus, Jennifer Ehle, Emily Meade | États-Unis     |
| Power Play                                        | Silje Storstein, Kristin Grue, Johan Fasting                                | Kathrine Thorborg Johansen, Jan Gunnar Røise | Norvège        |
| Prisoner                                          | Kim Fupz Aakeson, en collaboration avec Frederik Louis Hviid & Michael Noer | Sofie Gråbøl, David Dencik, Charlotte Fich, Youssef Wayne Hvidtfeldt | Danemark       |
| Spinners                                          | Benjamin Hoffman & Joachim Landau                                           | Cantona James, Dillon Windvogel, Chelsea Thomas | Afrique du Sud |
| Tapie                                             | Tristan Séguéla & Olivier Demangel                                          | Laurent Lafitte, Joséphine Japy, Patrick D’assumçao, Sarah Suco, Antoine Reinartz, Ophélia Kolb, Hakim Jemili, Alexandre Blazy, Camille Chamoux, Fabrice Luchini                                                                           | France         |

#### Séries courtes
| Nom de la série                 | Création                                                     | Distribution | Pays               |
| ------------------------------- | ------------------------------------------------------------ | --- | ------------------ |
| Appetite                        | Mohini Herse                                                 | Shirong Wu, Kabir Singh, Gabriel Alvarado, Raj Labade | Australie          |
| Du Fleuve naissent les Rivières | Christopher Yip                                              | Jane Luk, Simon Sinn, Liam Ma, Danielle Ayow, Jinny Wong, Raymond Chan, Adrian So, Dana Liu, Benjamin Sutherland, Brett Houghton, Wesley French                                                                                              | Canada             |
| Easy Peasy                      | Fridtjof Stensæth Josefsen                                   | Fridtjof Stensæth Josefsen | Norvège            |
| Groundbreaking                  | Patrick William Smith                                        | Natalie Cutler, Steven He, Brian Villalobos, Clara Guziewicz, Theo Holt-Bailey, Bar Reddin, Jean Law | Irlande États-Unis |
| L'air d'aller                   | Jean-Christophe Réhel                                        | Catherine St-Laurent, Antoine Olivier Pilon, Joakim Robillard, Noémie Leduc-Vaudry | Canada             |
| Missing                         | Mariano Pozzi                                                | Mara Bestelli, Romina Escobar, Rita Terranova, Tom CL, Lola Chiara Carelli García, Santiago Kuster, Dana Crosa, Elena Petraglia | Argentine          |
| Out of Touch                    | Mikael Ljung                                                 | Sara Shirpey, Hannes Fohlin, Sanna Sundqvist, Christer Fant | Suède              |
| Roomies                         | Kato De Boeck & Flo Van Deuren                               | Ahlaam Teghadouini, Laura De Geest, Martha Canga Antonio, Romy Louise Lauwers, Khadija El Kharraz Alami, Salim Talbi, Zouzou Ben Chikha, Nadia Abdelouafi, Nacim Bessedjerari, Dominique Van Malder, Annie-Paris Sangi-Nkinsi, Goua Grovogui | Belgique           |
| Terrain Sensible                | Aurélie Meimon, Daphné Chollet, Nicolas Lopez, Emma Benestan | Idir Azougli, Lou Lampros, Tarek Mahi, Sabrina Schulman, Nassim Bouguezzi, Venus Yaffa, Amine Guedja, Hamd-Allah Hussein Mokhles, Zohra Benrabah, Mourad Tahar Boussatha, Anissa Boubekeur                                                   | France             |
| The Left-handed Son             | Rafael Cobos                                                 | María León, Tamara Casellas, Alberto Ruano, Hugo Welzel, Germán Rueda, Numa Paredes | Espagne            |

#### Séries documentaires
| Nom de la série                           | Création                             | Pays      |
| ----------------------------------------- | ------------------------------------ | --------- |
| Chevaline                                 | Brendan Kemmet                       | France    |
| Draw for Change !                         | Vincent Coen, Guillaume Vandenberghe | Belgique  |
| Juan Carlos : Downfall of the King        | Christian Beetz                      | Allemagne |
| Lac-Mégantic : ceci n'est pas un accident | Philippe Falardeau                   | Canada    |
| Miracle N°71                              | Nathalie Basteyns                    | Belgique  |
| Reading again Mafalda                     | Lorena Muñoz                         | Argentine |

#### Hors Compétition
| Nom de la série                                | Création                             | Distribution | Pays        |
| ---------------------------------------------- | ------------------------------------ | --- | ----------- |
| Silo (Cérémonie d'ouverture)                   | Graham Yost                          | Rebecca Ferguson, Common, Harriet Walter, Chinaza Uche, Avi Nash, David Oyelowo, Rashida Jones, Tim Robbins                                                       | Royaume-Uni |
| B.R.I                                          | Jérémie Guez & Erwan Augoyard        | Sofian Khammes, Ophélie Bau, Théo Christine, Rabah Nait Oufella, Waël Sersoub, Bruno Todeschini, Nina Meurisse, Sami Outalbali, Vincent Elbaz et Emmanuelle Devos | France      |
| Liaison Fatale                                 | Alexandra Cunningham, Kevin J. Hynes | Joshua Jackson, Lizzy Caplan, Amanda Peet, Alyssa Jirrels, Toby Huss, Reno Wilson, Brian Goodman                                                                  | États-Unis  |
| La Fabuleuse Mme Maisel (Cérémonie de clôture) | Amy Sherman-Palladino                | Rachel Brosnahan, Alex Borstein, Tony Shalhoub, Marin Hinkle, Michael Zegen, Kevin Pollak, Caroline Aaron, Luke Kirby, Reid Scott, Alfie Fuller, Jason Ralph      | États-Unis  |

### Palmarès
- Prix de la Meilleure Série : Power Play de Silje Storstein, Kristin Grue, Johan Fasting ( Norvège)[16]
- Prix du Meilleur Scénario : Woo-Sung Jeon, Byeong-Yun Choi, Jae-Min Kwak pour Bargain ( Corée du Sud)
- Prix de la Meilleure Musique : Kåre Christoffer Vestrheim pour Power Play ( Norvège)
- Prix Spécial d'Interprétation : le cast de Carthago ( Israël)
- Prix de la Meilleure Interprétation : Dar Zuzovsky pour Corduroy ( Israël)
- Prix des Lycéens Meilleure Série Longue : Carthago de Reshef Levi, Tomer Shani, Yannets Levi ( Israël)
- Prix de la Meilleure Série Courte : The Left-handed Son de Rafael Cobos ( Espagne)
- Prix des Étudiants Meilleure Série Courte : L'air d'aller de Jean-Christophe Réhel ( Canada)
- Prix de la Meilleure Série Documentaire : Draw for Change ! de Vincent Coen, Guillaume Vandenberghe ( Belgique)
- Prix Europe 1 du Public : Les Combattantes de Cécile Lorne et Camille Treiner

## Septième saison (2024)
La septième édition du Festival CANNESERIES a eu lieu du 5 avril au 10 avril 2024, en parallèle du MIPTV.

### Membres du jury

#### Compétition
- Sofie Gråbøl (présidente du jury), comédienne  Danemark
- Olivier Abbou, scénariste  France
- Amine Bouhafa, compositeur  France  Tunisie
- Alice Braga, comédienne  Brésil
- Macarena García, comédienne  Espagne
- Alix Poisson, comédienne  France

#### Compétition Séries Courtes
- Henriette Steenstrup (président du jury) : comédienne et scénariste  Danemark
- Pénélope Bagieu : auteur de bande dessinée, comédienne, réalisatrice  France
- Nathan Stewart-Jarrett : comédien  Royaume-Uni

#### Compétition Séries Documentaires
- Ovidie (présidente du jury) : autrice, scénariste, réalisatrice  France
- Alex Boden : producteur  Royaume-Uni
- Julien Cernobori : podcasteur  France

### Sélection Officielle

#### Séries longues
| Nom de la série          | Création                                           | Distribution | Pays                                |
| ------------------------ | -------------------------------------------------- | --- | ----------------------------------- |
| Dark Horse               | Karoline Lyngbye, Katrine Brocks                   | Josephine Højbjerg, Birgitte Hjort Sørensen, Mads Rømer, Nina Rask, Viktor Hjelmsø, Bathsheba Oghomi-Hansen, Youssef Wayne Hvidtfeldt, Rebekka Trier Kær Clint Gyamfi                                                       | Danemark                            |
| Dumbsday                 | Erlend Westnes                                     | Jakob Schøyen Andersen, Charlotte Frogner, Henrik Mestad, Elli Müller Osborne, Cengiz Al, Kristine Grændsen | Norvège                             |
| Living On a Razor's Edge | Andre Felipe Binder, Júlio Andrade                 | Júlio Andrade, Julia Shimura, Humberto Carrão, Ravel Andrade, Leandra Leal, Andréia Horta, Michel Gomes, Filipe Bragança, Luiz Bertazzo, Walderez de Barros, Silvia Buarque, Mouhamed Harfouch, Elá Marinho, Antônio Haddad | Brésil                              |
| Moresnet                 | Frank Van Passel                                   | Leonie Benesch, Boris Van Severen, Jade Olieberg, Arend Pinoy, Pierre Bokma, Emma Drogunova | Belgique, Pays-Bas, Allemagne       |
| Operation Sabre          | Goran Stanković, Vladimir Tagić                    | Dragan Mićanović, Milica Gojković, Ljubomir Bandović, Lazar Tasić, Zlatko Burić, Jasna Đuričić | Serbie, Bulgarie                    |
| The Zweiflers            | David Hadda                                        | Aaron Altaras, Sunnyi Melles, Saffron Coomber, Mike Burstyn, Deleila Piasko, Mark Ivanir, Eleanor Reissa, Leo Altaras, Martin Wuttke, Ute Lemper, Leonille Wittgenstein                                                     | Allemagne                           |
| This is not Sweden       | Aina Clotet, Mar Coll, Sara Fantova, Celia Giraldo | Aina Clotet, Marcel Borràs, Violeta Sanvisens, Liv Mjönes, Tomás Del Estal, Ia Langhammer, Nora Navas, Enric Auquer, Mabel Rivera, Nausicaa Bonnín                                                                          | Espagne, Suède, Allemagne, Finlande |
| To the Wonder            | Congcong Teng                                      | Yili MA, Yiran Zhou and Shi Yu | Chine                               |

#### Séries courtes
| Nom de la série           | Création                         | Distribution | Pays             |
| ------------------------- | -------------------------------- | --- | ---------------- |
| How to Fail as a Popstar  | Vanessa Matsui                   | Adrian Pavone, Vivek Shraya, Chris D'Silva, Ayesha Mansur Gonsalves, Nadine Bhabha, Aayushma Sapkota, Eric Johnson, Arwen Humphreys                                                          | Canada           |
| La Terre appelle Mathilde | Anthony Coveney                  | Éléonore Delvaux-Beaudoin, Emma Bao Linh, Émile Dufour, David-Emmanuel Jauniaux, Lélia Nevert, Laurie Babin, Vitali Makarov, Mireille Métellus, Stéphane Crête, Cam Poirier et Emylou Boitel | Canada           |
| Money Shot                | Jemina Jokisalo, Teemu Niukkanen | Pihla Viitala, Reetta Ylä-Rautio, Paula Vesala, Alex Anton, Mikko Kauppila, Jukka Puotila, Mikko Kouki, Sanna-Kaisa Palo, Tomi Alatalo, Karim Rapatti, Paavo Kinnunen                        | Finlande         |
| Painkiller                | Gabriela Pichler                 | Snežana Spasenoska, Dodona Imeri | Suède            |
| Rather Burn               | Laura Grandinetti                | Dana Crosa, Donna Tefa, Sebastián Tornamira, Julieta Zapiola | ArgentineEspagne |
| Saint-Jean-Du-Lac         | Alexandre Pelletier              | Guenièvre Sandré, Anthony Montreuil, Isabeau Blanche, Claudia Bouvette, Vincent Kim, Russell Yuen, Monique Gosselin, Dominic Roch-Sickini, Catherine Brunet, Sébastien Rajotte               | Canada           |
| Swift Street              | Tig Terera, Nicholas Verso       | Tanzyn Crawford, Cliff Curtis, Keiynan Lonsdale, Bernie Van Tiel, Alfred Chuol, Eliza Matengu                                                                                                | Australie        |
| Tarot                     | CHOI Byung-gil                   | CHO Yeo-jeong, JO Eun-sol, KIM Seung-hoon | Corée du Sud     |

#### Séries documentaires
| Nom de la série           | Création                           | Pays                |
| ------------------------- | ---------------------------------- | ------------------- |
| Dale l'infiltré           | David André                        | France              |
| DJ Mehdi : Made In France | Thibaut de Longeville              | France              |
| Être Ado                  | Marisol Aubé, Ève Déziel           | Canada              |
| Hard to Swallow           | Tunde Wey, Theo Schear             | États-Unis, Nigéria |
| Hidden                    | Mea Dols de Jong, Chris Westendorp | Pays-Bas            |

#### Hors Compétition
| Nom de la série                  | Création                                     | Distribution | Pays       |
| -------------------------------- | -------------------------------------------- | --- | ---------- |
| Becoming Karl Lagerfeld          | Isaure Pisani-Ferry, Raphaëlle Bacqué        | Daniel Brühl, Théodore Pellerin, Arnaud Valois, Alex Lutz, Agnès Jaoui | France     |
| Fallout                          | Jonathan Nolan                               | Ella Purnell, Aaron Moten, Walton Goggins, Kyle MacLachlan, Moises Arias, Xelia Mendes-Jones                                                                                       | États-Unis |
| Fiasco                           | Igor Gotesman                                | Pierre Niney, Géraldine Nakache, Pascal Demolon, Leslie Medina, Louise Coldefy, Djimo, Juliette Gasquet, Igor Gotesman, François Civil, Marie Christine Barrault et Vincent Cassel | France     |
| Franklin (Cérémonie de Clôture)  | Tim Van Patten                               | Michael Douglas, Noah Jupe, Thibault de Montalembert, Daniel Mays, Ludivine Sagnier, Assaad Bouab, Théodore Pellerin                                                               | États-Unis |
| Máxima                           | Saskia Diesing, Joosje Duk, Iván López Núñez | Delfina Chaves, Martijn Lakemeier, Sebastian Koch, Elsie de Brauw | Pays-Bas   |
| Terminal (Cérémonie d'Ouverture) | Jamel Debbouze, Mohamed Hamidi               | Ramzy Bedia, Camille Chamoux, Bérangère McNeese, Brahim Bouhlel, Tristan Lopin, Laureen "Lapotegenante", Doully, Alexandra Roth, Samuel Bambi                                      | France     |

### Palmarès
- Prix de la Meilleure Série : The Zweiflers de David Hadda (Allemagne)
- Prix du Meilleur Scénario : Christopher Pahle pour Dumbsday (Norvège)
- Prix de la Meilleure Musique : Marko Nyberg et Petja Virikko pour The Zweiflers (Allemagne)
- Prix Spécial d'Interprétation : le cast de Operation Sabre (Serbie, Bulgarie)
- Prix de la Meilleure Interprétation : Aina Clotet pour This is not Sweden (Espagne, Suède, Allemagne, Finlande)
- Prix des Lycéens Meilleure Série Longue : The Zweiflers de David Hadda (Allemagne)
- Prix de la Meilleure Série Courte : Rather Burn de Laura Grandinetti (Argentine)
- Prix des Étudiants Meilleure Série Courte : Money Shot de Jemina Jokisalo (Finlande)
- Prix de la Meilleure Série Documentaire : DJ Mehdi : Made in France de Thibaut de Longeville (France)
- Prix Europe 1 du Public : Déter de Niels Rahou (France)

## Huitième Saison (2025)
La huitième édition du Festival CANNESERIES aura lieu du 24 avril au 29 avril 2025 à Cannes.

## Icon Award
L'Icon Award récompense une carrière exceptionnelle d’un acteur ou d’une actrice. Les icônes dont les performances ont reçu un accueil élogieux du grand public et des critiques, que ce soit au cinéma, à la télévision, ou sur scène.
- 2018 : Michelle Dockery[18]
- 2019 : Diana Rigg[19]
- 2020 : Judith Light[20]
- 2021 : Connie Britton[21]
- 2022 : Gillian Anderson[22]
- 2023 : Sarah Michelle Gellar[23]
- 2024 : Kyle MacLachlan[24]
- 2025 : Éric Rochant & le cast du Bureau des Légendes

## Madame Figaro Rising Star Award
Ce prix met en lumière un jeune talent féminin pour sa carrière prometteuse.
- 2020 : Daisy Edgar-Jones[25]
- 2021 : Phoebe Dynevor[26]
- 2022 : Sydney Sweeney [27]
- 2023 : Morfydd Clark[28]
- 2024 : Ella Purnell[29]
- 2025 : Marie Colomb

## Konbini Prix de l'Engagement
Ce prix est remis à un talent ou une série qui s’est distingué par la qualité artistique et la dimension sociétale, innovante ou révolutionnaire de son œuvre.
- 2021 : Laurie Nunn[30]
- 2022 : SKAM France[31]
- 2023 : Joey Soloway[32]
- 2024 : Mj Rodriguez
- 2025 : Nicola Coughlan